# Yosef Lapid
Yosef Tomy Lapid ( En hebreo: יוסף טומי לפיד) (nacido Tomislav Lampel) (Novi Sad, Yugoslavia, 27 de diciembre de 1931 - Tel Aviv 1 de junio de 2008) fue un político israelí, presidente y fundador del partido liberal y laico Shinui entre 1999 y 2006. Se opuso con firmeza al poder de los ultraortodoxos en la política israelí, ejercido sobre todo por los partidos haredíes y Shass. Era también antes de entrar en política en 1999 escritor, periodista y productor.
Nacido en Novi Sad en el Reino de Yugoslavia (hoy Serbia) en 1931, de familia húngara judía emigró a Israel en 1948. En 2005, vivía en Tel Aviv, era casado y con dos hijos. Fue un superviviente de la Shoá.

## Carrera política
Lapid se unió al partido liberal y centrista de Avraham Poraz, Shinui, transformándolo en un gran partido de la vida política israelí.
En las elecciones generales de 1999, consigue 6 escaños en la Knesset, y 15 en 2003, convirtiéndose así en el tercer partido de Israel, tras los laboristas y el Likud. Se unió al gobierno de Ariel Sharón, lo que le permitió desarrollar su programa, que redujo la influencia de los religiosos con algunas medidas especialmente significativas:
- la obligación de realizar el servicio militar durante tres años para los jóvenes ortodoxos;
- la supresión de subvenciones públicas a los religiosos;
- la creación de un matrimonio civil, autorizado entre judíos y no judíos y sin consentimiento previo del rabino;
- la autorización de importar productos no kasher.

Fue nombrado presidente de la comisión de la Knesset para Asuntos Exteriores, y Ministro de Justicia (שר המשפטים), pero dimitió de su partido cuando en diciembre de 2004, Ariel Sharon aumentó las subvenciones a las instituciones haredíes para conseguir el apoyo de algunos pequeños partidos religiosos. A pesar de todo, apoyó a Sharon en marzo de 2005 a cambio de pequeñas concesiones financieras, tratando de evitar la convocatoria de elecciones anticipadas, ya que esto hubiese impedido la evacuación de los asentamientos israelíes de Gaza.
Lapid fue derrotado en las primarias del partido Shinui en enero de 2006. Abandonó el partido y declaró su apoyo al nuevo partido de Poraz, HeTS.

## Atención Internacional
A finales de mayo de 2004 captó la atención internacional luego que la BBC publicara un comentario suyo cuando Israel hacía un operativo en Rafah que incluyó la demolición de edificios; él dijo que mirando en la televisión a una anciana buscando entre los escombros sus medicinas le recordó a su abuela que, durante la II Guerra Mundial, habiendo también sufrido de la demolición de su hogar, buscaba las suyas; lo cual causó gran revuelo y varios de sus colaboradores le exigieron que se retractara.

## Muerte
Lapid ingresó al Hospital Ichilov en Tel Aviv en estado grave con una desconocida dolencia médica, el 30 de mayo de 2008. 
Murió el 1 de junio de 2008 después de perder una batalla con el cáncer.